# Абхидхармакоша
Абхидхармако́ша (санскр. अभिधर्मकोश IAST: abhidharmakośa, «Энциклопедия Абхидхармы», досл. «корзина абхидхармы») — сочинение в стихах, написанное буддийским философом Васубандху (IV век н. э.) В трактате проводится систематизация учения Абхидхармы школы Сарвастивады. Книга включает в себя восемь частей и 600 стихов, сопровождена автокомментариями Васубандху.
Абхидхармакоша — авторитетный трактат, который в дальнейшем активно использовался различными школами махаяны, Абхидхармакоша изучается в тибетском буддизме и во многочисленных дальневосточных буддийских школах.
Оригинальный текст написан на санскрите, сохранились переводы на тибетский, китайский, монгольский языки, в последнее время появились переводы на английский, французский и русский.
Первый перевод Абхидхармакоши на китайский язык осуществил Парамартха в 564—567. Позднее Сюаньцзан перевёл Абхидхармакошу заново в 651—654. На базе перевода Сюаньцзана в Китае основалась школа цзюйшэ-цзун, которая позднее распространилась в Японии в виде школы куся-сю, эти школы сосредоточены на изучении Абхидхармакоши.
Трактат состоит из восьми разделов:
1. Анализ по классам элементов
2. Учение о факторах доминирования в психике
3. Учение о мире
4. Учение о карме
5. Учение об аффектах
6. Учение о пути Благородной личности
7. Учение о чистом знании
8. Учение о йогическом созерцании

## Русскоязычные переводы
- Перевод Е. П. Островской и В. И. Рудого:
  - Васубандху. Абхидхармакоша (Энциклопедия Абхидхармы). Раздел I. Анализ по классам элементов / пер. с санскрита, введ., комм., ист.-филос. иссл-е В. И. Рудого. — М.: Наука. Главная редакция восточной литературы, 1990. — 318 с. — (Памятники письменности Востока. Bibliotheca Buddhica). — 5000 экз. — ISBN 5020165530.
  - Васубандху. Энциклопедия абхидхармы, или Абхидхармакоша. Раздел I. Дхатунирдеша, или учение о классах элементов. Раздел II. Индриянирдеша, или учение о факторах доминирования в психике / пер. с санскрита, введ., комм. и реконструкция системы Е. П. Островской и В. И. Рудого. М.: Научно-издательский центр «Ладомир», 1998. 670 с.
  - Васубандху. Энциклопедия абхидхармы (Абхидхармакоша). Раздел III — Лока-Нирдеша. Раздел IV — Карма-Нирдеша / изд. подгот. Е. П. Островская, В. И. Рудой. М.: Ладомир, 2001. 755 с. ISBN 5862180915
  - Васубандху. Энциклопедия буддийской канонической философии (Абхидхармакоша). Раздел V — Учение об аффектах. Раздел VI — Учение о пути благородной личности / сост., пер., комм., иссл. Е. П. Островской, В. И. Рудого. СПб.: Изд-во С.-Петерб. ун-та, 2006. 523 с. ISBN 5288038805 (разделы I—VI, пер. Е. П. Островской, В. И. Рудого)
- Перевод Б. В. Семичова и М. Г. Брянского (разделы I—IV):
  - Васубандху. Абхидхармакоша / Близкий к тексту перевод с тибетского на русский язык, подготовка тибетского текста, примечаний и таблиц Б. В. Семичова и М. Г. Брянского. Том 1. Главы первая и вторая. Улан-Удэ: Бурятское книжное издательство, 1980. 391 с. 1000 экз.
  - Васубандху. Абхидхармакоша / Близкий к тексту перевод с тибетского на русский язык, подготовка тибетского текста, примечаний и таблиц Б. В. Семичова и М. Г. Брянского. Том 2. Глава третья. Улан-Удэ: Бурятское книжное издательство, 1980. 259 с. 1000 экз.
  - Васубандху. Абхидхармакоша / Близкий к тексту перевод с тибетского на русский язык, подготовка тибетского текста, примечаний и таблиц Б. В. Семичова и М. Г. Брянского. Том 3. Глава четвёртая. Улан-Удэ: Бурятское книжное издательство, 1988. 336 с. 2000 экз. (сокращённый перевод Б. В. Семичова и М. Г. Брянского)
- Перевод Л. И. Титлина (раздел IX)
  - Васубандху. Абхидхармакоша. Раздел IX — «Пудгала-винишчая», с комментарием Яшомитры «Спхутартха-абхидхармакоша-вьякхья». 2-е изд., испр. и доп. / пер. с санскрита, предисл., введ., исслед. и коммент.  Л. И. Титлина. М.: Буддадхарма, 2021. 336 с. ISBN 9785907236158
- Ермакова Т. В., Островская Е. П. Анонимный перевод первой главы трактата Васубандху (IV—V вв.) «Абхидхармакоша» из архива востоковедов ИВР РАН // Письменные памятники Востока. 2013. № 1 (18). С. 223-235. [описание и фрагмент перевода, вероятно, с китайского]